# بو ویلیمن
پک بورگارد «بو» ویلیمن  (متولد ۲۶ اکتبر ۱۹۷۷) نمایشنامه نویس، فیلمنامه‌نویس و تهیه‌کننده آمریکایی است. او خالق اصلی سریال خانه پوشالی از نت‌فلیکس است. وی در چهار فصل اول سریال، گرداننده اصلی آن هم بود ولی در سال ۲۰۱۶ این سمت را برای نوشتن نمایشنامه‌ای جدید رها کرد.

## اوایل زندگی و آموزش
بو ویلیمن در الکساندریا، ویرجینیا متولد شد. نانسی و هنری پدر و مادرش بودند. پدرش کاپیتان نیروی دریایی ایالات متحده بود و خانواده‌اش دائماً در حال تغییر مکان بودند. ویلیمن در هاوایی، سان‌فرانسیسکو، کالیفرنیا، و فیلادلفیا، پنسیلوانیا و در خیابان لوئیس (Louis) میسوری زندگی کرده‌است.
ویلیمن در سال ۱۹۹۵ در کلاس‌های جان باروز حاضر شد در آن زمان کلاس‌های درام توسط جان هام تدریس می‌شد، وی در سال ۱۹۹۵ از آنجا فارغ‌التحصیل شد. او تحصیلات دانشگاهی خود را در رشته هنرهای تجسمی تا دریافت مدرک لیسانس در دانشگاه کلمبیا در سال ۱۹۹۹ ادامه داد. زمانی که در مقطع کارشناسی مشغول تحصیل بود، جی کارسون را ملاقات کرد.
در سال ۱۹۹۸، داوطلبانه و به‌صورت کارآموز در ستاد مبارزات انتخاباتی مجلس سنا، چارلز شومر مشغول به کار شد. همین کارآموزی در آینده منجر به جذب در ستادهای انتخاباتی هیلاری کلینتون در سال ۲۰۰۰ برای مجلس سنا، بیل بردلی در سال ۲۰۰۰، و ستاد انتخاباتی ریاست جمهوری هوارد دین در سال ۲۰۰۴ شد.
همچنین او در Tallinn برای تأمین کمک هزینه تحصیلی پس از فارغ‌التحصیلی خود، در وزارت کشور برای دولت استونیایی نیز کار کرد. در این مدت او هزاران صفحه از اسناد مربوط به E.U. را طبقه‌بندی کرد و برای آن‌ها خلاصه نوشت. پس از مدتی به ویتنام رفت تا برای مجله فرهنگی کار کند، از اینجا جرگه‌های اولین فیلم‌نامه او شروع شد و پژوهش برای نگارش آن را بر اساس زندگی توماس وی یو، استاد هنرهای تجسمی کلمبیا، کسی که در طول جنگ ویتنام بزرگ شده بود، آغاز نمود.
او برای حضور در مدرسه هنر کلمبیا به نیویورک برگشت. یکی از استادان او در نمایشنامه نویسی ادواردو ماچادو بود. ویلیمن می‌گوید: «من بدترین دانش آموز در گروه بودم. بسیاری از این افراد مشهور در نمایشنامه نویسی آنجا بودند. من خودم را متعلق به دنیای تئاتر نمی‌دانستم، و کوچک‌ترین ایده‌ای دربارهٔ نوشتن یک نقش تئاتری نداشتم. اما از زمانی که نوشیدن را ترک کردم خودم را به این مسیر و کار متعهد دانستم».
در طول مقطع تحصیلات تکمیلی، او بورس تحصیلی هنرهای تجسمی برای ساختن ۴۰ اثر سنگی دربارهٔ پارانویا دریافت کرد، و این بورسیه به او اجازه اقامت در آفریقای جنوبی را به مدت یک سال می‌داد. پس از دریافت مدرک MFA در نمایشنامه‌نویسی از دانشکده هنر در سال ۲۰۰۳، او در کارهایی مثل گالری و دستیار نقاش، جمع‌کننده مجموعه، پیدا کردن شغل برای بی‌خانمان‌ها مشغول به کار شد.
ویلیمن پس از آن در مدرسه جولیارد در برنامه نمایشنامه نویسان آمریکایی ثبت نام کرد، و موفق شد جایزه این مدرسه و جایزه Nuoy مرکز لینکلن لو کنت DU را دریافت کند. او در جولیارد، یک نقش بر اساس تجربه شخصی خودش به‌عنوان دستیار مطبوعاتی ستاد انتخاباتی ریاست جمهوری هوارد دین در سال ۲۰۰۴ نوشت. در پاییز سال ۲۰۰۸، آن را در تئاتر برادوی به تهیه‌کنندگی شرکت تئاتر اطلس و با بازی جان گالاگر، کریس نوت و اولیویا ترلبی به نمایش درآورد. به‌صورت هم‌زمان در جشنواره تئاتر معاصر آمریکا که در دانشگاه شپرد برگزار می‌شد شرکت کرد. ویلیمن در سال ۲۰۰۹ موفق شد جایزه جان گاسنر را توسط منتقدان خارجی دریافت کند.

## حرفه‌ای
بو ویلیمن، نویسندهٔ سریال خانه پوشالی برای نت فلیکس محل وقوع داستان را به واشینگتن دی سی معاصر تغییر داده است. ویلیمن نمایشنامه‌ای دارد به نام Farragut North که آن را بر اساس تجربه شخصی‌اش از همکاری در کمپین انتخابات ریاست جمهوری هاوارد دین در سال ۲۰۰۴ نوشته است؛ فیلم ۱۵ مارس به کارگردانی جورج کلونی که چندین نامزدی اسکار را هم داشت، بر اساس همین نمایشنامه ساخته شده‌است. ویلیمن فیلم‌نامه را به همراه کلونی و گرنت هسلاو نوشته بود و برای آن نامزد اسکار هم شد. زن پاریسی، وقت تنفس و اسپیریت کنترل از دیگر نوشته‌های این نویسنده هستند. او از ۲۶ قسمت ۲ فصل سریال خانه پوشالی متن ۱۷ قسمت را خودش نوشته و سرپرست گروه نویسندگان سریال بوده. ویلیمن با طراحی و نوشتن این سریال نشان داده توانایی غریبی در نوشتن دیالوگ‌های تند و تیز دارد و البته شناخت خوبی هم از دنیای لابی گرها و دست‌های پشت پرده دنیای سیاست دارد.

## فیلم شناسی

### فیلم
| سال  | عنوان            | نقش     | یادداشت |
| ---- | ---------------- | ------- | ------- |
| ۲۰۱۱ | نیمه ماه مارس    | نویسنده |         |
| ۲۰۱۳ | A Master Builder | نویسنده |         |

### پخش
| سال  | عنوان          | نقش     | یادداشت                                        |
| ---- | -------------- | ------- | ---------------------------------------------- |
| ۲۰۰۸ | Farragut North | نویسنده |                                                |
| ۲۰۰۸ | پایین نهم      | نویسنده |                                                |
| ۲۰۰۸ | Zusammenbruch  | نویسنده | به عنوان بخشی از این ۲۴ ساعته پخش خاموش برادوی |
| ۲۰۱۰ | اسپیریت کنترل  | نویسنده |                                                |
| ۲۰۱۳ | زن پاریسی      | نویسنده |                                                |
| ۲۰۱۴ | وقت تنفس       | نویسنده |                                                |

### مجموعه تلویزیونی

#### نویسنده
| Year | Show        | Season | Episode      | Episode number | Original airdate  | Notes                                          |  |  |
| ---- | ----------- | ------ | ------------ | -------------- | ----------------- | ---------------------------------------------- |  |  |
| ۲۰۱۳ | خانه پوشالی | ۱      | "Chapter ۱"  | ۱              | February ۱، ۲۰۱۳  |                                                |  |  |
| ۲۰۱۳ | خانه پوشالی | ۱      | "Chapter ۲"  | ۲              | February ۱، ۲۰۱۳  |                                                |  |  |
| ۲۰۱۳ | خانه پوشالی | ۱      | "Chapter 3"  | ۳              | ۱ فوریه ۲۰۱۳      | Written by Willimon & Keith Huff               |  |  |
| ۲۰۱۳ | خانه پوشالی | ۱      | "Chapter ۴"  | ۴              | February ۱، ۲۰۱۳  | Written by Willimon & Rick Cleveland           |  |  |
| ۲۰۱۳ | خانه پوشالی | ۱      | "Chapter ۷"  | ۷              | February ۱، ۲۰۱۳  | Written by Willimon & Kate Barnow              |  |  |
| ۲۰۱۳ | خانه پوشالی | ۱      | "Chapter ۸"  | ۸              | February ۱، ۲۰۱۳  |                                                |  |  |
| ۲۰۱۳ | خانه پوشالی | ۱      | "Chapter ۹"  | ۹              | February ۱، ۲۰۱۳  | Written by Willimon & Rick Cleveland           |  |  |
| ۲۰۱۳ | خانه پوشالی | ۱      | "Chapter ۱۱" | ۱۱             | February ۱، ۲۰۱۳  | Written by Willimon, Keith Huff, & Kate Barnow |  |  |
| ۲۰۱۳ | خانه پوشالی | ۱      | "Chapter ۱۲" | ۱۲             | February ۱، ۲۰۱۳  | Written by Willimon & Gina Gionfriddo          |  |  |
| ۲۰۱۳ | خانه پوشالی | ۱      | "Chapter ۱۳" | ۱۳             | February ۱، ۲۰۱۳  |                                                |  |  |
| ۲۰۱۴ | خانه پوشالی | ۲      | "Chapter ۱۴" | ۱              | February ۱۴، ۲۰۱۴ |                                                |  |  |
| ۲۰۱۴ | خانه پوشالی | ۲      | "Chapter ۱۵" | ۲              | February ۱۴، ۲۰۱۴ |                                                |  |  |
| ۲۰۱۴ | خانه پوشالی | ۲      | "Chapter ۱۶" | ۳              | February ۱۴، ۲۰۱۴ |                                                |  |  |
| ۲۰۱۴ | خانه پوشالی | ۲      | "Chapter ۱۷" | ۴              | February ۱۴، ۲۰۱۴ |                                                |  |  |
| ۲۰۱۴ | خانه پوشالی | ۲      | "Chapter ۲۲" | ۹              | February ۱۴، ۲۰۱۴ |                                                |  |  |
| ۲۰۱۴ | خانه پوشالی | ۲      | "Chapter ۲۳" | ۱۰             | February ۱۴، ۲۰۱۴ | Written by Willimon & Laura Eason              |  |  |
| ۲۰۱۴ | خانه پوشالی | ۲      | "Chapter ۲۴" | ۱۱             | February ۱۴، ۲۰۱۴ | Written by Willimon & John Mankiewicz          |  |  |
| ۲۰۱۴ | خانه پوشالی | ۲      | "Chapter ۲۵" | ۱۲             | February ۱۴، ۲۰۱۴ |                                                |  |  |
| ۲۰۱۴ | خانه پوشالی | ۲      | "Chapter ۲۶" | ۱۳             | February ۱۴، ۲۰۱۴ |                                                |  |  |
| ۲۰۱۵ | خانه پوشالی | ۳      | "Chapter ۲۷" | ۱              | February ۲۷، ۲۰۱۵ |                                                |  |  |
| ۲۰۱۵ | خانه پوشالی | ۳      | "Chapter ۳۳" | ۷              | February ۲۷، ۲۰۱۵ |                                                |  |  |
| ۲۰۱۵ | خانه پوشالی | ۳      | "Chapter ۳۸" | ۱۲             | February ۲۷، ۲۰۱۵ |                                                |  |  |
| ۲۰۱۵ | خانه پوشالی | ۳      | "Chapter ۳۹" | ۱۳             | February ۲۷، ۲۰۱۵ |                                                |  |  |
| ۲۰۱۶ | خانه پوشالی | ۴      | "Chapter ۴۰" | ۱              | March ۴، ۲۰۱۶     |                                                |  |  |
| ۲۰۱۶ | خانه پوشالی | ۴      | "Chapter ۵۲" | ۱۳             | March ۴، ۲۰۱۶     |                                                |  |  |